# Něvská zátoka
Něvská zátoka (rusky Невская губа, Něvskaja guba ) nebo také Kronštadtská zátoka je zátoka v ústí řeky Něvy u Petrohradu. Jedná se o nejvýchodnější zátoku Finského zálivu, od jehož zbytku a tím i od Baltského moře je oddělena ostrovem Kotlinem a Petrohradskou hrází. Plocha Něvské zátoky až po Petrohradskou hráz je 380 čtverečních kilometrů a celá zátoka je považována přímo za součást Petrohradu.